# Alaiza Paškevičová
Alaiza Scjapanauna Paškevičová (bělorusky Алаіза Сцяпанаўна Пашкевіч; známá též jako Cjotka (15. červenec 1876, Lida – 17. únor 1916) byla běloruská básnířka, jedna z klíčových představitelek běloruského národního obrození a revolučně demokratického myšlení v běloruské literatuře. K jejím nejznámějším básnickým sbírkám patří Chrest na svabodu (Kříž přes svobodu) a Skrypka bělaruskaja (Běloruské housle). Psala i drobné prózy. Od roku 1914 vydávala literární časopis pro mládež nazvaný Lučynka. Angažovala se v sociálně-demokratickém hnutí. I kvůli tomu žila po většinu života v exilu, ve Lvově a Krakově (tehdy součásti Rakousko-Uherska). Zemřela na tyfus.
Básnířka byla spojena s vilenskou sociálně demokratickou organizací, která často využívala jejích básní jako nelegálních prohlášení a letáků. Cjotka bojovala s revolučním lidem za revoluci, „za svobodu proti katům.“